# Тиравський Іван Іванович
Іван Іванович Тиравський (нар. 20 листопада 1948, с. Шоломиничі Городоцького р-ну Львівської обл.) — український співак (баритон), заслужений артист України, учасник капели бандуристів «Карпати».

## Життєпис
Закінчив вокальний факультет Львівського музичного державного училища ім. Станіслава Людкевича (клас співу — П. Р. Колбіна, який був одним з найкращих педагогів-вокалістів колишнього СРСР). В різні періоди свого творчого шляху працював солістом-вокалістом у Львівській обласній філармонії, ансамблі пісні й танцю Прикарпатського військового округу та у центральному ансамблі пісні й танцю Групи радянських військ у Німеччині. З 4 березня 1991 року - працює солістом капели бандуристів «Карпати». У 1993 році Івану Тиравському, за значний особистий внесок у розвиток українського музичного мистецтва, високу виконавську майстерність, надано почесне звання «Заслужений артист України».
У діючому репертуарі І. Тиравського, як соліста капели бандуристів «Карпати», є такі музичні твори: народні пісні «Гей, Карпати», «Ой, ходив чумак», «Казав мені батько», «Тече вода в синє море» на слова Т. Г. Шевченка, «Кришталева гора», «Гей, літа орел», «Гей, браття опришки» музика А. Кос-Анатольського, «Безмежнеє поле» — М. Лисенка, сл. І. Франка, «Україно-мамо» музика С.Чорненького сл. Г. Канич та багато інших.